# Joeri Nikoelin
Joeri Vladimirovitsj Nikoelin (Russisch: Юрий Владимирович Никулин) (Demidov, 18 december 1921 - Moskou, 21 augustus 1997) was een Russische acteur en clown. Nikoelin was een van de succesvolste acteurs ten tijde van de Sovjet-Unie. 

## Biografie
Nikoelin werd geboren in het westelijk deel van de RSFSR, in het stadje Demidov, als zoon van een familie van acteurs. Toen Nikoelin vier jaar oud was verhuisde het gezin naar Moskou, waar Nikoelin zijn school afmaakte. 
Hierna werd hij opgeroepen om voor het Rode Leger te dienen als piloot in luchtverdediging nummer 115. Hij bewaakte tijdens de Winteroorlog van 1939-1940 het luchtruim van het district Sestroretsk in Leningrad tegen luchtaanvallen. In 1943 moest Nikoelin in het ziekenhuis worden opgenomen vanwege een longontsteking. Na zijn genezing werd hij overgeplaatst naar luchtverdediging nummer 75 in het district Kolpino. In mei 1946 werd Nikoelin ontslagen uit het Rode Leger. 
Na zijn tijd in het leger wilde Nikoelin een carrière als regisseur beginnen, maar werd niet toegelaten tot zijn opleiding Cinematografie op het Gerasimov Instituut voor Cinematografie. Vervolgens bezocht hij het Circus van Moskou op de Tsvetnoj Boulevard, waar hij de Russische clown Karandasj ontmoette en werd Karandasj's assistent. Kort daarna ontmoette hij Michail Sjoejdin met wie hij later het succesvolle clownsduo Nikoelin & Sjoejdin ging vormen. 
Eind jaren 50 groeide Nikoelins interesse om te acteren. In 1958 maakte hij zijn filmdebuut in de Russische speelfilm Devoesjka s gitaroj, waarin hij een kleine bijrol speelde. In 1961 werd hij gecast voor de hoofdrol Balbes in het antiheldentrio Byvalyj, Balbes en Troes in de film Pjos Barbos i neobytsjnyj kross. Filmregisseur Leonid Gajdaj zag veel potentie in dit trio en maakte nog een film die om deze karakters draaiden in 1961. Nikoelin vervulde ook de rol van Balbes in de film Operatsia "Y" i droegije prikljoetsjenia Sjoerika, het vervolg van deze film genaamd Kavkazskaja plennitsa, ili novye prikljoetsjenia Sjoerika en  in Sem starikov i odna devoesjka. 
Nikoelin werd door zijn rol als Balbes uitermate populair als acteur in de Sovjet-Unie. Hij speelde onder meer ook hoofdrollen in de films Brilliantovaja roeka, Starirki-razbojniki en 12 stoeljev. 
In 1973 kreeg Joeri Nikoelin de eervolle titel Volksartiest van de Sovjet-Unie. 
Aan het begin van de jaren 80 stopte Nikoelin met het acteren en werd directeur bij het Circus van Moskou op de Tsvetnoj Boulevard. Tijdens zijn laatste levensjaren schreef Nikoelin een aantal boeken over gebeurtenissen tijdens zijn carrière als piloot, clown en acteur. 
Op 21 augustus 1997 overleed Joeri Nikoelin tijdens een hartoperatie en werd begraven op de Novodevitsjibegraafplaats in Moskou. 

## Privéleven
In 1949 trouwde Joeri Nikoelin met Tatjana Pokrovskaja (1929-2014). Ze kregen samen één kind: Maksim Nikoelin (1956).

## Bekende rollen

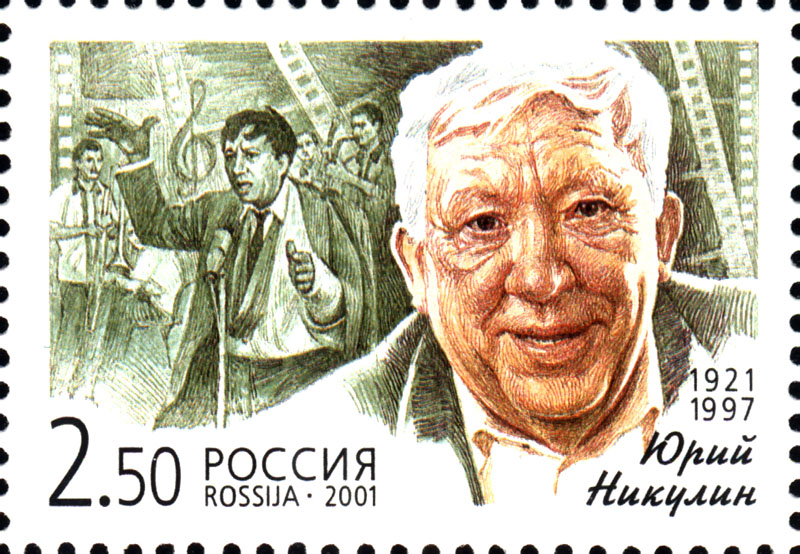
Postzegel ter nagedachtenis van Nikoelin. Op de achtergrond een bekend fragment uit de film Brilliantovaja roeka.

- Nepoddajoesjtsjiejesja - Vasili Kljatsjkin (1959)
- Pjos Barbos i neobytsjnyj kross - Balbes (1961)
- Kogda derevja byli bolsjimi - Koezma Koezmitsj Iordanov (1961)
- Samogonsjtsjiki - Balbes (1961)
- Ko mne, Moechtar! - Glazytsjev (1964)
- Operatsia "Y" i droegije prikljoetsjenia Sjoerika - Balbes (1965)
- Kavkazskaja plennitsa, ili novye prikljoetsjenia Sjoerika - Balbes (1966)
- Brilliantovaja roeka - Semjon Semjonitsj Gorbroenkov (1968)
- Sem starikov i odna devoesjka - Balbes (1968)
- Starirki-razbojniki - Nikolaj Sergejevitsj Mjatsjkov - (1971)
- Telegramma - Fjodor Fjodorovitsj (1971)
- 12 stoeljev - conciërge Tichon (1971)
- Dvadtsat dnej bez vojny - Vasili Nikolajevitsj Lopatin (1976)
- Tsjoetsjelo - Nikolaj Nikolajevitsj Bessoltsev - (1983)

- Bibsys: 2061231
- Bibliothèque nationale de France: cb140045529 (data)
- CiNii: DA09021065
- Gemeinsame Normdatei: 121980774
- International Standard Name Identifier: 0000 0001 1447 3210
- Library of Congress Control Number: n79134204
- Nationale Bibliotheek van Letland: 000098591
- MusicBrainz: 618e1315-12a8-4a1f-a774-1dea8375ccbe
- Nationale Bibliotheek van Tsjechië: jo2002162372
- Nationale bibliotheek van Australië: 35755692
- Nationale Bibliotheek van Israël: 987007305307105171
- Nationale Bibliotheek van Polen: a0000003328474
- Nationale en Universitaire bibliotheek Zagreb: 000373917
- Nederlandse Thesaurus van Auteursnamen: 128527528
- Russische Staatsbibliotheek: 000080223
- Système universitaire de documentation: 135213878
- Trove: 1072992
- Virtual International Authority File: 69126302
- WorldCat: E39PBJvCV6WJQx3w3F67bdcpT3